# Winston Scott
Winston Elliott Scott (Miami, 6 augustus 1950) is een Amerikaans voormalig ruimtevaarder. Scott zijn eerste ruimtevlucht was STS-72 met de spaceshuttle Endeavour en vond plaats op 11 januari 1996. Tijdens de missie werd onderzoeksdata verworven van de Japanse Space Flyer Unit satelliet.
Scott maakte deel uit van NASA Astronautengroep 14. Deze groep van 24 ruimtevaarders begon hun training in 1992 en had als bijnaam The Hogs.
In totaal heeft Scott twee ruimtevluchten op zijn naam staan. Tijdens zijn missies maakte hij in totaal drie ruimtewandelingen. In 1999 verliet hij NASA en ging hij als astronaut met pensioen.